# 田村次朗
田村 次朗（たむら じろう、1959年2月9日 - ）は、日本の法学者・弁護士（ホワイト＆ケース東京事務所）。専攻は、経済法・国際経済法。慶應義塾大学名誉教授。大学院大学至善館教授。交渉学に関する著書もある。実家は田村駒で、祖父は田村駒治郎。曽祖父に田村駒治郎 (初代)、安田善助 (2代目)。

## 経歴
- 1981年　慶應義塾大学法学部法律学科 卒業
- 1985年 ハーバード・ロー・スクール修士課程修了。この間フルブライト奨学金を得たほか、ハーバード大学奨学生。アメリカ連邦取引委員会、司法省にも勤務。
- 1987年　慶應義塾大学大学院法学研究科民事法学専攻博士課程 単位取得退学
- 同年　慶應義塾大学法学部 専任講師
- 同年　経済法分野での新人賞である第3回横田正俊記念賞受賞
- 1991年　アメリカ企業公共政策研究所(American Enterprise Institute)、ブルッキングス研究所研究員、上院議員事務所立法担当スタッフを1993年まで務める。
- 1992年　ジョージタウン大学ロー・スクール客員教授
- 1995年　慶應義塾大学総合政策学部 教授
- 1997年　慶應義塾大学法学部 教授
- 1999年　慶應義塾外国語学校 校長（任期満了）

## 著書
- 『こうすればよくなる!日本の規制―暮らしやすい社会にするためのシナリオと提言』（同文書院インターナショナル、1995年）
- 『司法制度改革と法科大学院―世界標準のプロフェッショナル・スクール実現に向けて』（日本評論社、2003年）
- 『交渉の戦略』（ダイヤモンド社、2004年）
- 『WTOガイドブック【第2版】』（弘文堂、2006年）
- 『競争法におけるカルテル規制の再構築:日米比較を中心として』（慶応義塾大学出版会、2021年）

## 共著
- 島田晴雄、近藤剛、田村次朗、南条俊二、竹森俊平『ストップ・ザ・日米摩擦』（三田出版会、1995年）
- 薬師寺泰蔵、吉野直行、田中俊郎、添谷芳秀、田村次朗『成熟時代の日米論争』（慶應義塾大学出版会、1996年）
- 金子晃、田村次朗『WTO(国際貿易機関)―GATT・WTOルールの変遷と今後の展開』（同文書院インターナショナル、1997年）
- 徳田英幸、武藤佳恭、花田光世、斎藤信男、梅垣理郎、村井純『ディジタルメディア革命』（慶應義塾大学出版会、1998年）
- 清水啓助、苗村憲司、田村次朗、井手秀樹、馬場錬成、君嶋祐子『知的創造時代の知的財産』（應義塾大学出版会、2000年）
- 泉水文雄、山部俊文、金井貴嗣、田村次朗、村上政博、経済法学会編 『独占禁止法50年』（有斐閣、1997年）
- 矢野誠編 『法と経済学－市場の質と日本経済』（東京大学出版会、2007年）